# Sexual Offences Act 2003
The Sexual Offences Act 2003, formellt An Act to make new provision about sexual offences, their prevention and the protection of children from harm from other sexual acts, and for connected purposes (2003 c 43) är en brittisk sexualpolitisk lag som infördes i Storbritannien och Nordirland den 1 maj 2004. Lagen ersatte då äldre sexuallagstiftning, Sexual Offences Act 1956, med mer specifika och explicita förklaringar av kriterierna för olika sexualbrott. Genom lagen klassas icke-överenskommen voyeurism för sexuellt ofredande, liksom att få ett barn att se en sexakt och all form av penetrering av ett lik. Dessutom medför lagen att all sexuell aktivitet med/för personer under 16 år är olaglig, vilket är något som kritiker vänt sig emot då den tycks innebära kriminalisering av många ungdomars normala beteende.